# Brugmolen
De Brugmolen of Broekmolen was een watermolen in de gemeente Kerkrade in de Nederlandse provincie Limburg. De molen lag aan de Brugmolenweg en Brughofweg in de Anstelvallei ten noorden van buurtschap Ham en ten zuiden van Kasteel Erenstein.
De molen lag op de Anstelerbeek. Stroomopwaarts lag de Hammolen.

## Geschiedenis
Rond 1400 werd de watermolen gebouwd. Het was een bovenslagmolen, voorzien van houten gangwerk en twee koppel stenen en lag op de linker (westelijke) tak van de beek. Zo'n 240 meter stroomopwaarts vertakte de beek zich waar verdeelwerk was aangebracht. De molen werd gebruikt als korenmolen.
In 1890 kreeg de molen een nieuw waterrad.
Na 1937 werd het bovenslagrad met het gangwerk vervangen en werd het een turbinemolen.
Aan het einde van de jaren 1940 legde men de molen stil en verdween de maalinrichting grotendeels.